# (30564) Olomouc
(30564) Olomouc is een planetoïde in de planetoïdengordel. De planetoïde werd op 28 juli 2001 ontdekt door de Tsjechische astronoom Petr Pravec in het Observatorium van Ondřejov in Midden-Bohemen. De planetoïde is vernoemd naar de Tsjechische stad Olomouc.